# Глогер, Готхольд
Го́тхольд Гло́гер (нем. Gotthold Gloger; 17 июня 1924, Кёнигсберг — 16 октября 2001, Краац под Гранзе) — немецкий писатель и художник.

## Биография
Готхольд с детства учился рисованию. В 1941 году поступил в академию художественных ремёсел в Кёнигсберге, к этому же периоду относятся первые литературные опыты Глогера. В 1942 году был призван в вермахт. По окончании войны Глогер получил художественное образование во Франкфурте-на-Майне и прослушал курс романистики и философии. В 1947—1948 годах проживал в Италии и Южной Франции. Был арестован за участие в забастовке портовых рабочих в Марселе и некоторое время содержался в военной тюрьме в Страсбурге. В 1954 году переехал в ГДР. В 1955—1956 годах учился в литературном институте имени Иоганнеса Р. Бехера в Лейпциге. Проживал в Майнингене, занимался живописью и литературой.
Готхольд Глогер писал романы и рассказы для детей и молодёжи, а также сценарии для телевидения. Он увлекался исторической тематикой, критики отмечали его точность в исторических деталях и своеобразную манеру повествования. С 1954 года Глогер состоял в ПЕН-центре ГДР. В 1954 году удостоился премии Генриха Манна, в 1961 году — премии за детскую книгу министерства культуры ГДР. В 1970 году Глогер написал рассказ «Четверг Катрин», посвящённый подвигу советского офицера Игоря Беликова, спасшего жизнь немецкой девочке Катрин Леманн в Магдебурге в 1969 году.

## Сочинения
- Philomela Kleespieß trug die Fahne, Berlin 1953
- Der Soldat und sein Lieutenant, Berlin 1955
- Die auf den Herrn warten, Berlin 1958
- Der dritte Hochzeitstag, Berlin 1960
- Rot wie Rubin, Berlin 1961
- Der Bauerbacher Bauernschmaus, Berlin 1963
- Frido, fall nicht runter, Berlin 1965
- Meininger Miniaturen, Berlin 1965
- Das Aschaffenburger Kartenspiel, Berlin 1969
- Kathrins Donnerstag, Berlin 1970
- Der Mann mit dem Goldhelm, Berlin 1972
- Der Bäckerjunge aus Beeskow, Berlin 1974
- Ritter, Tod und Teufel, Berlin 1976
- Das Rübenfest und andere Geschichten, Berlin 1979
- Berliner Guckkasten, Berlin 1980
- Freundlich ist die Nacht, Berlin 1980
- Leb vergnügt oder Die Ermordung des Hofmarschalls von Minutoli zu Meiningen, Berlin 1981
- Meine Feder für den König, Berlin 1985

## Фильмография
- 1979: Addio, piccola mia